# Walter Joelsen
Walter Helmut Joelsen (* 15. Juni 1926 in München; † 22. Mai 2023 ebenda) war ein deutscher Überlebender des Holocaust. Er war Pfarrer, Redakteur und Zeitzeuge.

## Leben
Joelsen entstammt einer deutsch-jüdischen Familie aus dem mittelfränkischen Ort Gunzenhausen. Nach den Nürnberger Gesetzen galt er als „Halbjude“ und wurde 1943 am Wittelsbacher-Gymnasium ausgeschlossen. Danach war er als Hilfsjugendwart und Hilfskirchner bei der evangelischen Kirche beschäftigt. Ab Oktober 1944 wurde er zur Zwangsarbeit eingezogen, erst im Kalibergwerk bei Bad Salzungen in Thüringen, später in den Zwangsarbeitslagern Abteroda und Dankmarshausen.
Nach dem Zweiten Weltkrieg studierte Joelsen evangelische Theologie und arbeitete neun Jahre lang als Religionslehrer in Lindau (Bodensee), anschließend als Studentenpfarrer in München. Zuletzt war er Redakteur bei der evangelischen Fernseh- und Filmproduktionsgesellschaft EIKON in München und moderierte unter anderem die ZDF-Sendung Ü-Wagen 4. Auch im Ruhestand war er als Pfarrer tätig.
Im Jahr 2009 wurde ihm das Bundesverdienstkreuz am Bande wegen seines Wirkens in die Erinnerungsarbeit im KZ Dachau verliehen.
Im Jahr 2013 wirkte er am Projekt Die Quellen sprechen des Bayerischen Rundfunks als Zeitzeuge mit.

## Einzelnachweis
1. ↑  Helmut Zeller: Trauer um Walter Joelsen. In: sueddeutsche.de. 23. Mai 2023, abgerufen am 23. Mai 2023.